# Geílson de Carvalho Soares
Geílson de Carvalho Soares (Cuiabá, 10 april 1984), ook wel kortweg Geílson genoemd, is een Braziliaans voetballer.